# Zamek de La Motte
Zamek de La Motte (fr. Château de La Motte) – XV wieczny zamek położony w VII dzielnicy Lyonu. 
Pierwsze wzmianki o zamku pochodzą z XV wieku. W 1476 roku był zamieszkały przez lorda Jean de Villeneuve. W 1530 mroku wnuk Jeana de Villeneuve sprzedał zamek Hugues Dupuy, który został mianowany seigneur de la Motte w 1554 roku. W XVII wieku kolejne części zamku zostały oddane zakonowi Sainte-Elisabeth de Bellecour, który zajmował zamek do rewolucji francuskiej.
W 1831 roku ówczesny właściciel zamku został wywłaszczony. Zostało mu wypłacone odszkodowanie, a król Ludwik Filip I zlecił Hubertowi Rohault de Fleury przebudowanie zamku jako część nowych umocnień wojskowych miasta Lyon.
W 1999 roku armia francuska przekazała obiekt policji, która w 2007 roku przekazała obiekt władzom miasta. Od tego czasu zamek i otaczające go tereny są systematycznie przemieniane na park miejski. 
W 1983 roku zamek został wpisany na listę Monuments Historiques.